# Браминский скворец
Браминский скворец (лат. Sturnia pagodarum) — небольшая подвижная птица семейства скворцовых, обитающая в Южной Азии. Некоторые орнитологи выделяют этот вид в отдельный род Temenuchus, так как в отличие от других типичных видов рода Sturnus у этой птицы позади глаз имеются участки голой кожи, крылья более закруглённые, а на голове имеется заметный чёрный хохолок. В пределах ареала довольно обычная птица, часто селится вблизи от человеческого жилья.

## Описание

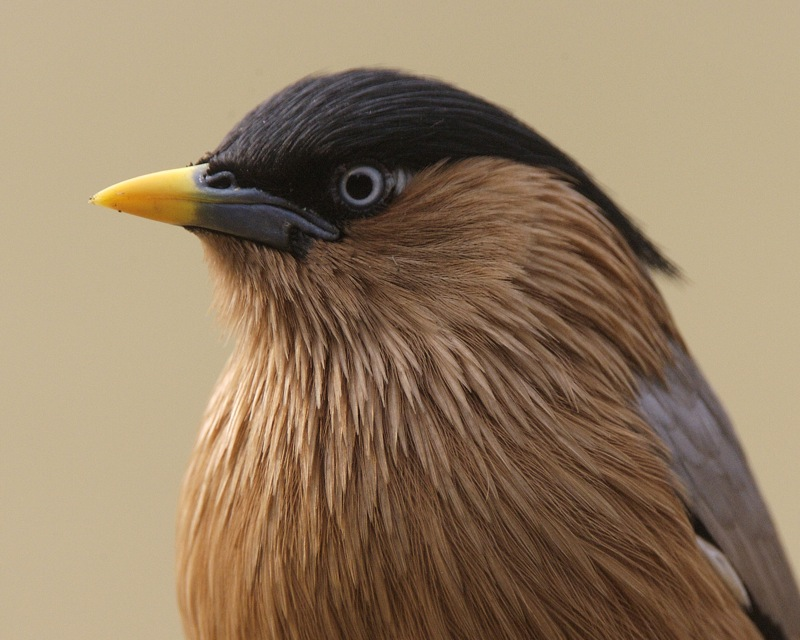
Браминский скворец

Небольшая птица 19—20 см длиной, размахом крыльев 9.9—11.5 см и весом 40—54 г. Оперение верхней части туловища буровато-серое. У взрослых птиц щёки, передняя и боковые части горла, грудка и брюхо светло-коричневые либо слегка рыжеватые (цвета корицы). Перья в верхней и передней части головы чёрные с переливом. На голове имеется хорошо заметный удлинённый хохолок чёрных перьев, сзади иногда опускающийся до середины спины. Маховые перья крыльев, а также хвост внешне серовато-бурого цвета, без металлического блеска. На боковых перьях хвоста заметны белые окончания. Подхвостье белое. Клюв в основании голубого, а в остальной части жёлтого цвета. Радужная оболочка глаз бледно-зелёная. Позади глаз имеются небольшие участки белой голой кожи. Ноги жёлтые. Самки и самцы выглядят почти одинаково, хотя самцы несколько крупнее и имеют более длинный хохолок. Оперение молодых птиц выглядят менее ярким, в основном бледно-коричневым, за исключением тёмно-коричневых участков в верхней части головы, крыльев и хвоста. Хохолок у молодых птиц отсутствует.
Иногда браминского скворца можно спутать с близким ему розовым скворцом, но в отличие от последнего у него на горле и грудке отсутствую перья чёрного цвета.

## Распространение
Обитает в Южной Азии: Индии, Шри-Ланке, Непале, Пакистане и Восточном Афганистане. Изредка встречается в Бангладеш. Имеются отдельные сообщения о залёте этих птиц в Туркменистан. По некоторым данным, отмечен на территории Бутана.
Селится в редкостойных широколиственных лесах, кустарниковых джунглях и на урбанизированных территориях, часто встречаются рядом с человеческими жилищами. Особенно им нравятся участки с заболоченными землями. Избегает полупустынные территории и влажные тропические леса. Главным образом ведёт оседлый образ жизни, но в некоторых районах в период сезонных муссонов может кочевать в пределах ареала.

## Общественной поведение
Подобно балийским скворцам (Leucopsar), браминский скворец считается менее стайной птицей, что типично для других представителей рода, и в природе часто встречается отдельными парами, хотя в местах скопления пищи может собираться и большими группами.

## Размножение
Сезон размножения длится с февраля—марта по август—сентябрь, причём у южных популяций он начинается несколько раньше. Как и других видов скворцов, гнездо обычно устраивается в дупле дерева, отверстии в стене дома либо под крышей. Часто используются старые гнёзда дятлов, бородаток (Capitonidae) или синиц. Иногда занимает искусственные скворечники. Изнутри гнездо слегка устилается тонким слоем сухих листьев, пучков травы и перьев. Самка обычно откладывает дважды за сезон (редко 3 раза), 3—5 (чаще всего 4) яиц ярко-синего цвета (цвета берлинской лазури) без крапления, с интервалом в сутки на каждое яйцо. Оба родителя участвуют в насиживании, хотя большую часть времени проводит в гнезде самка. Во время насиживания самки самец добывает для неё корм.Инкубационный период длится 12 дней. Птенцы находятся в гнезде 18—21 день и кормятся обоими родителями.

## Питание
Питается как растительной, так и животной пищей. Среди растений в основном употребляет в пищу цветки и плоды деревьев: лантаны камара (Lantana camara), персидской сальвадоры (Salvadora persica), фикусов, зизифусов (Zizyphus), сицигиума (Syzygium) и т.д. Также поедают всевозможных насекомых, которых ловят как в листве деревьев, так и на земле: прямокрылых (кузнечиков, сверчков, медведок), уховёрток, тараканов, термитов, жуков, бабочек, муравьёв и пр.